# Charles Owens
Charles Owens, detto anche Charlie (Tuscaloosa, 31 luglio 1950), è un ex tennista statunitense.
In singolare ha perso una finale del circuito maggiore e ha raggiunto il 36º posto del ranking ATP nel marzo 1975, mentre in doppio ha perso due finali e non è andato oltre il 105º posto nel marzo 1976. Tra gli juniores ha vinto il singolare all'Orange Bowl Under 16 del 1966.

## Carriera
Nel 1966 ottiene tra gli juniores il successo più importante della carriera con la vittoria in singolare nel torneo Under 16 del prestigioso Orange Bowl. In seguito gioca nella squadra di tennis della Samford University, con la quale vince il campionato nazionale NCAA Division II del 1972. Nel periodo del College prende parte alle Universiadi del 1970 a Torino e conquista le medaglie di bronzo nel doppio maschile e nel doppio misto. Nel 2017 verrà ammesso nella Hall of Fame dell'ateneo.
Fa le sue prime rare apparizioni tra i professionisti tra il 1968 e il 1970 vincendo un solo incontro in doppio. Rientra a giocare dopo il periodo universitario nell'estate del 1972 e a luglio raggiunge al Columbus Open i suoi primi quarti di finale sia nel torneo di singolare che in quello di doppio. Il mese successivo debutta in una prova del Grande Slam agli US Open ed esce al primo turno in singolare e al terzo in doppio.
Nel gennaio 1973 disputa all'ATP Birmingham quella che sarà la sua unica finale in singolare nel circuito maggiore, supera tra gli altri Ion Tiriac e viene sconfitto da Sandy Mayer per 4-6, 6-7. Ad agosto è 87º nel ranking ATP, subito dopo vince il primo incontro in singolare in uno Slam agli US Open sconfiggendo Corrado Barazzutti, viene eliminato al terzo turno da Andrew Pattison e sale al 62º posto mondiale, ma già due settimane più tardi esce dalla top 100.
Torna a mettersi in luce agli US Open 1974 disputando il terzo turno in singolare e in doppio. Al successivo torneo di Cedar Grove elimina il nº 18 del mondo Harold Solomon ed esce di scena in semifinale. Nel febbraio 1975 disputa la sua prima finale in doppio tra i professionisti a Little Rock, e in coppia con Jeff Austin viene sconfitto in due set da Marcelo Lara / Barry Phillips-Moore. A fine mese arriva in semifinale in singolare anche a Boca Raton e il mese successivo sale al 36º posto mondiale, che resterà il suo miglior ranking in carriera. Quell'anno debutta a Wimbledon e si spinge fino al terzo turno sia in singolare che in doppio. Esce al terzo turno in doppio anche agli US Open. A fine anno esce dalla top 100 nel ranking di singolare.
Tra il 1976 e il 1978 disputa pochi tornei, torna a giocare con continuità nel 1979 e rientra nella top 100 con alcuni buoni risultati in singolare nei tornei Challenger. A novembre disputa con Bruce Nichols la sua seconda e ultima finale in doppio a Bogotà e vengono sconfitti da Emilio Montano / Jairo Velasco, Sr. con il punteggio di 2-6, 4-6. Dirada gli impegni nella seconda metà del 1980 e ad agosto fa la sua ultima apparizione in un torneo dello Slam perdendo al primo turno in doppio agli US Open. Si ritira nel gennaio 1981 dopo la disputa del San Juan Open, nel quale vince il suo ultimo incontro da professionista battendo Brad Gilbert e viene eliminato al secondo turno.

## Statistiche

### Singolare

#### Finali perse (1)
| N. | Data            | Torneo                     | Superficie    | Avversario in finale | Punteggio |
| 1. | 20 gennaio 1973 | ATP Birmingham, Birmingham | Sintetico (i) | Sandy Mayer          | 4-6, 6-7  |

### Doppio

#### Finali perse (2)
| N. | Anno             | Torneo                                          | Superficie  | Compagno      | Avversari in finale               | Punteggio |
| 1. | 9 febbraio 1975  | Little Rock Open Little Rock                    | Cemento (i) | Jeff Austin   | Marcelo Lara Barry Phillips-Moore | 4-6, 3-6  |
| 2. | 18 novembre 1979 | International Championships of Colombia, Bogotà | Terra (i)   | Bruce Nichols | Emilio Montano Jairo Velasco Sr   | 2-6, 4-6  |